# 1,3-cyclohexadieen
1,3-cyclohexadieen is een ontvlambare, heldere, kleurloze vloeistof met als brutoformule C6H8. Ze is niet oplosbaar in water.
α-terpineen vormt een natuurlijk derivaat van 1,4-cyclohexadieen.